# Ернст Вилхелм Хенгстенберг
Ернст Вилхелм Хенгстенберг (на немски: Ernst Wilhelm Hengstenberg) е немски лутерански духовник и теолог.
Роден е на 20 октомври 1802 г. във Фрьонденберг на Рур, което е вестфалско село. Баща му, пастор в реформистката църква, го образова до 17-годишната му възраст. През 1819 г. влиза в Бонския университет, където изучава философия, богословие и източни езици.
Изявява се като решителен противник на господстващия в Германия, през 1820-те години, рационализъм, и е апологет на Свещеното писание; противник е на библейската критика и упорито отстоява традиционното тълкуване на Петокнижието.
Автор на много богословски съчинения, най-известни сред които са: „Die Christologie d. A. Test“ (1828 – 1835); „Beiträge in d. Altes Testament“ (1831 – 1839) и „Die Bücher Mosis und Aegypten“ (1841 г.)